# 4194 Sweitzer
4194 Sweitzer је астероид главног астероидног појаса. Приближан пречник астероида је 18,45 ,
а средња удаљеност астероида од Сунца износи 2,696 астрономских јединица (АЈ).
Инклинација (нагиб) орбите у односу на раван еклиптике је 7,527 степени, а орбитални период износи 1617,773 дана (4,429 године). Ексцентрицитет орбите астероида износи 0,043.
Апсолутна магнитуда астероида износи 12,00 а геометријски албедо 0,082.
Астероид је откривен 15. септембра 1982. године.